# Lehnhausen
Lehnhausen ist ein Stadtteil von Gemünden (Wohra) im nordhessischen Landkreis Waldeck-Frankenberg.

## Geographie
Der Ort liegt westlich des Kernorts Gemünden an der Holzbach im nordöstlichen Teil des Burgwaldes. Im Nordosten führen die Landesstraße 3077 und die Holzbach am Dorf vorbei.

## Geschichte

### Ortsgeschichte
Die älteste bekannte schriftliche Erwähnung von Lehnhausen erfolgte unter dem Namen Lehenhusen im Jahr 1231 in einer Urkunde des Klosters Haina.
Von der heute von der Edertalsperre überfluteten Ortschaft Asel wurde im Jahre 1914 die Kirche gekauft und als Schule 1915 wieder aufgebaut. 1960 wurde in Lehnhausen das erste Dorfgemeinschaftshaus im Landkreis gebaut.
Hessische Gebietsreform (1970–1977)
Zum 31. Dezember 1971 wurden im Zuge der hessischen Gebietsreform die bis dahin selbständigen Gemeinden Grüsen, Herbelhausen, Lehnhausen und Sehlen auf freiwilliger Basis nach Gemünden an der Wohra eingegliedert. Für Lehnhausen wurde wie für die übrigen Stadtteile ein Ortsbezirk mit Ortsbeirat und Ortsvorsteher gebildet.

### Bevölkerung
Einwohnerstruktur 2011
Nach den Erhebungen des Zensus 2011 lebten am Stichtag dem 9. Mai 2011 in Lehnhausen 96 Einwohner. Darunter waren 6 (6,3 %) Ausländer.
Nach dem Lebensalter waren 21 Einwohner unter 18 Jahren, 30 waren zwischen 18 und 49, 33 zwischen 50 und 64 und 12 Einwohner waren älter.
Die Einwohner lebten in 39 Haushalten. Davon waren 9 Singlehaushalte, 12 Paare ohne Kinder und 12 Paare mit Kindern, sowie 6 Alleinerziehende und keine Wohngemeinschaften. In 3 Haushalten lebten ausschließlich Senioren und in 27 Haushaltungen leben keine Senioren.
Einwohnerentwicklung
 Quelle: Historisches Ortslexikon
- 1502: 04 wehrhafte Männer
- 1577: 09 Hausgesesse
- 1747: 14 Haushaltungen

| Lehnhausen: Einwohnerzahlen von 1834 bis 2019 | Lehnhausen: Einwohnerzahlen von 1834 bis 2019 | Lehnhausen: Einwohnerzahlen von 1834 bis 2019 | Lehnhausen: Einwohnerzahlen von 1834 bis 2019 | Lehnhausen: Einwohnerzahlen von 1834 bis 2019 |
| --- | --------------------------------------------- | --------------------------------------------- | --------------------------------------------- | --------------------------------------------- |
| Jahr |                                               |                                               |                                               | Einwohner                                     |
| 1834 | 1834                                          |                                               | 166                                           | 166                                           |
| 1840 | 1840                                          |                                               | 183                                           | 183                                           |
| 1846 | 1846                                          |                                               | 188                                           | 188                                           |
| 1852 | 1852                                          |                                               | 189                                           | 189                                           |
| 1858 | 1858                                          |                                               | 169                                           | 169                                           |
| 1864 | 1864                                          |                                               | 184                                           | 184                                           |
| 1871 | 1871                                          |                                               | 164                                           | 164                                           |
| 1875 | 1875                                          |                                               | 157                                           | 157                                           |
| 1885 | 1885                                          |                                               | 164                                           | 164                                           |
| 1895 | 1895                                          |                                               | 132                                           | 132                                           |
| 1905 | 1905                                          |                                               | 125                                           | 125                                           |
| 1910 | 1910                                          |                                               | 128                                           | 128                                           |
| 1925 | 1925                                          |                                               | 135                                           | 135                                           |
| 1939 | 1939                                          |                                               | 144                                           | 144                                           |
| 1946 | 1946                                          |                                               | 224                                           | 224                                           |
| 1950 | 1950                                          |                                               | 218                                           | 218                                           |
| 1956 | 1956                                          |                                               | 158                                           | 158                                           |
| 1961 | 1961                                          |                                               | 130                                           | 130                                           |
| 1967 | 1967                                          |                                               | 113                                           | 113                                           |
| 1970 | 1970                                          |                                               | 108                                           | 108                                           |
| 1980 | 1980                                          |                                               | ?                                             | ?                                             |
| 1990 | 1990                                          |                                               | ?                                             | ?                                             |
| 2000 | 2000                                          |                                               | ?                                             | ?                                             |
| 2009 | 2009                                          |                                               | 110                                           | 110                                           |
| 2011 | 2011                                          |                                               | 96                                            | 96                                            |
| 2019 | 2019                                          |                                               | 96                                            | 96                                            |
| Datenquelle: Historisches Gemeindeverzeichnis für Hessen: Die Bevölkerung der Gemeinden 1834 bis 1967. Wiesbaden: Hessisches Statistisches Landesamt, 1968. Weitere Quellen: LAGIS; Stadt Gemünden; Zensus 2011 |                                               |                                               |                                               |                                               |

Religionszugehörigkeit
| • 1885: | 164 evangelische (= 100 %) Einwohner                             |
| • 1961: | 122 evangelische (= 93,85 %), 8 katholische (= 6,15 %) Einwohner |